# Jean Luc Rosat
Jean Luc Rosat (Montevidéu, 6 de setembro de 1953 - Rio de Janeiro, 2 de abril de 2021), mais conhecido como Suíço, foi um voleibolista brasileiro nascido no Uruguai.

## Carreira
Por clubes, defendeu as cores da AABB-RJ, Botafogo-RJ, Clube Israelita Brasileiro e Bradesco Atlântica-RJ.
Destes, destacou-se no Botafogo, onde jogou ao lado de nomes como Bebeto de Freitas e Bernardinho, e conquistou vários títulos.

### Seleção Brasileira de Voleibol
Defendeu a seleção brasileira nos Jogos Pan-Americanos do México, em 1975 (conquistou a medalha de prata), nas Olimpíadas de Montreal-1976 e Moscou-1980, e nos Campeonatos Mundiais do México-1974 e Itália-1978.
Chegou a fazer parte da fase inicial da Geração de Prata.

## Morte
Morreu em 2 de abril de 2021 em um hospital no Rio de Janeiro, aos 67 anos de idade, de complicações da COVID-19.

## Conquistas
Botafogo
- Torneio de apresentação do Campeonato Estadual - 1974
- Taça Guanabara - 1974
- Campeonato Estadual (RJ) - 1974,1975,1978 e 1979
- Troféu Brasil - 1975
- Campeonato Brasileiro - 1976
- Campeonato Municipal - 1978, 1979 e 1980
- Campeonato Sul-Americano de Clubes - 1977

Seleção Brasileira
- Medalha de prata nos Jogos Pan-Americanos de 1975

### Honrarias
- 1974 - Láurea de emérito: Federação de Vôlei do Rio de Janeiro